# Істемптон Тауншип (Нью-Джерсі)
Істемптон Тауншип (англ. Eastampton Township) — селище (англ. township) в США, в окрузі Берлінгтон штату Нью-Джерсі. Населення — 6191 особа (2020).

## Демографія
Згідно з переписом 2010 року, у селищі мешкало 6069 осіб у 2281 домогосподарстві у складі 1639 родин. Було 2380 помешкань
Расовий склад населення:
| - 73,1 % — білих - 17,0 % — чорних або афроамериканців - 4,5 % — азіатів - 0,3 % — корінних американців - 0,1 % — вихідців з тихоокеанських островів - 1,6 % — осіб інших рас |

До двох чи більше рас належало 3,4 %. Частка іспаномовних становила 8,3 % від усіх жителів.
За віковим діапазоном населення розподілялося таким чином: 24,5 % — особи молодші 18 років, 66,8 % — особи у віці 18—64 років, 8,7 % — особи у віці 65 років та старші. Медіана віку мешканця становила 38,0 року. На 100 осіб жіночої статі у селищі припадало 93,1 чоловіків;  на 100 жінок у віці від 18 років та старших — 91,6 чоловіків також старших 18 років.
Середній дохід на одне домашнє господарство  становив 89 515 доларів США (медіана — 70 814), а середній дохід на одну сім'ю — 104 396 доларів (медіана — 92 962). Медіана доходів становила 56 250 доларів для чоловіків та 48 505 доларів для жінок. За межею бідності перебувало 2,7 % осіб, у тому числі 6,1 % дітей у віці до 18 років та 0,0 % осіб у віці 65 років та старших.
Цивільне працевлаштоване населення становило 3407 осіб. Основні галузі зайнятості: освіта, охорона здоров'я та соціальна допомога — 21,7 %, роздрібна торгівля — 15,8 %, науковці, спеціалісти, менеджери — 12,6 %, публічна адміністрація — 11,0 %.